# Все про шлюб
Все про шлюб (тур. Evlilik Hakkında Her Şey) - турецький телесеріал у жанрі драми, комедійної драми, створений компанією MF Yapım.
Перша серія вийшла в ефір 21 вересня 2021 року.
Серіал має 1 сезон. Завершився 33-м епізодом, який вийшов у ефір 31 травня 2022 року.
Режисери серіалу - Юсуф Пирхасан, Волкан Кескін.
Сценаристи серіалу - Топрак Караоглу, Седа Калісір Караоглу, Айше Канан Ертуг, Халіл Ерсан.
В головних ролях - Ґьокче Бахадир, Сумру Явруджук, Ґьокче Еюбоглу, Тулін Едже.
Серіал є адаптацією серіалу «Спліт».

## Сюжет
У серіалі показані робочі будні адвокатського бюро, яке спеціалізується на розлученнях. У центрі уваги – три сестри. Вони недавно переїхали до Стамбула і всіма силами намагаються влаштуватися на новому місці. Дівчатам вдається знайти собі роботу, і вони влаштовуються в юридичне бюро.
Все починається з того моменту, як героїні несподівано трапляються зі своїм батьком. Багато років тому чоловік залишив свою сім'ю та пішов до коханки. Тепер він вирішив повернутись, що стало для його дочок великою несподіванкою. Після возз'єднання сім'ї життя кожного з героїв почне змінюватися кардинальним чином. Жінкам не вдається вирішити одноголосно, що робити з раптовим поверненням батька. Вони разом змушені будуть протистояти фактам минулого.

## Актори та ролі
| Актор                | Роль               |
| -------------------- | ------------------ |
| Ґьокче Бахадир       | Азра Чевхер        |
| Сумру Явруджук       | Колпан Чевхер      |
| Ґьокче Еюбоглу       | Санем Чевхер Арсен |
| Бариш Кіліч          | Ефе Авчі           |
| Серкан Алтунорак     | Бора Арсен         |
| Ердал Кючюккьомюрджю | Ерман Арсен        |
| Тулін Едже           | Гюнеш Чевхер Куру  |
| Бертан Аслані        | Ялін Куру          |
| Алара Туран          | Деніз Чевхер       |
| Есма Їлмаз           | Мірей Гюнай        |
| Рузгар Дорук Озміл   | Ерен Гюнай         |
| Еміне Ада Сезер      | Мерджан Гюнай      |
| Чагла Юрга           | Мерджан Гюнай      |
| Ела Наз Кочак        | Мерджан Гюнай      |
| Деніз Гюндогду       | Джейлан            |
| Бурджу Шойлер        | Фунда Демір        |
| Уфук Оздемір         | Ісмет Ашар         |
| Несліхан Єлдан       | Сурейя             |

## Огляд
| Сезон               | Епізоди | Епізоди | Оригінальний показ | Оригінальний показ | Оригінальний показ |
| Сезон               | Епізоди | Епізоди | Перший показ       | Останній показ     | Мережа             |
| ------------------- | ------- | ------- | ------------------ | ------------------ | ------------------ |
| Сезон 1 (2021-2022) | 33      | 33      | 21 вересня 2021    | 31 травня 2022     | FOX                |

## Рейтинги серій
| Серія       | Рейтинг (TOTAL) | Рейтинг (AB) | Рейтинг (ABC1) |
| ----------- | --------------- | ------------ | -------------- |
| 1.          | 3.75            | 4.53         | 4.78           |
| 2.          | 4.76            | 6.27         | 6.01           |
| 3.          | 5.33            | 6.52         | 6.48           |
| 4.          | 5.67            | 6.64         | 7.13           |
| 5.          | 4.94            | 5.19         | 5.96           |
| 6.          | 6.01            | 7.19         | 7.23           |
| 7.          | 5.00            | 6.00         | 6.25           |
| 8.          | 4.73            | 6.04         | 6.38           |
| 9.          | 5.76            | 6.17         | 6.86           |
| 10.         | 4.55            | 5.42         | 5.64           |
| 11.         | 5.74            | 7.06         | 6.73           |
| 12.         | 5.41            | 6.18         | 6.39           |
| 13.         | 5.23            | 6.15         | 6.47           |
| 14.         | 4.82            | 5.31         | 5.51           |
| 15.         | 4.36            | 5.45         | 5.82           |
| 16.         | 4.61            | 4.98         | 5.41           |
| 17.         | 4.44            | 4.33         | 4.63           |
| 18.         | 4.61            | 5.34         | 5.60           |
| 19.         | 4.38            | 4.64         | 5.17           |
| 20.         | 3.15            | 4.27         | 3.73           |
| 21.         | 3.41            | 4.12         | 4.26           |
| 22.         | 3.41            | 3.71         | 3.78           |
| 23.         | 3.12            | 3.46         | 3.55           |
| 24.         | 3.37            | 3.39         | 3.81           |
| 25.         | 2.43            | 2.99         | 2.95           |
| 26.         | 2.60            | 3.07         | 3.18           |
| 27.         | 2.47            | 3.32         | 2.84           |
| 28.         | 2.29            | 2.37         | 2.61           |
| 29.         | 1.91            | 2.86         | 2.71           |
| 30.         | 2.23            | 2.74         | 2.60           |
| 31.         | 2.12            | 2.09         | 2.23           |
| 32.         | 2.20            | 2.67         | 2.40           |
| 33. (фінал) | 1.97            | 2.09         | 2.15           |